# Comte de Carnarvon
Pour les articles homonymes, voir Carnarvon.

Armes de comtes de Carnarvon de la 3e création, brisées par modification de la couleur du champ des armes des comtes de Pembroke (dont descendent les comtes de Carnarvon)

Comte de Carnarvon (earl of Carnarvon) est un titre qui a été créé à trois reprises dans l'histoire d'Angleterre. Le titre est dérivé de la ville galloise de Caernarfon, historiquement anglicisée Carnarvon.

## Première création (1628)
- 1628-1643 : Robert Dormer, 1er comte de Carnarvon, 2e baron Dormer (1610–1643) ;
- 1643-1709 : Charles Dormer, 2e comte de Carnarvon, 3e baron Dormer (1632–1709) ;

## Deuxième création (1714)
- 1714-1744 : James Brydges, 1er duc de Chandos, 1er comte de Carnarvon, 2e baron Chandos (de) (1673–1744) ;
  - John Brydges, marquis de Carnarvon (1703–1727) ;
- 1744-1771 : Henry Brydges, 2e duc de Chandos, 2e comte de Carnarvon (1708–1771) ;
- 1771-1789 : James Brydges, 3e duc de Chandos, 3e comte de Carnarvon (1731–1789) ;

## Troisième création (1793)
- 1793-1811 : Henry Herbert, 1er comte de Carnarvon (1741-1811) ;
- 1811-1833 : Henry Herbert, 2e comte de Carnarvon (1772-1833) ;
- 1833-1849 : Henry Herbert, 3e comte de Carnarvon (1800-1849) ;
- 1849-1890 : Henry Herbert, 4e comte de Carnarvon (1831-1890) ;
- 1890-1923 : George Herbert, 5e comte de Carnarvon (1866-1923), célèbre égyptologue ;
- 1923-1987 : Henry Herbert, 6e comte de Carnarvon (1898-1987) ;
- 1987-2001 : Henry Herbert, 7e comte de Carnarvon (1924-2001) ;
- depuis 2001 : George Herbert, 8e comte de Carnarvon (né en 1956).